# Malgassorhoe
Malgassorhoe là một chi bướm đêm thuộc họ Geometridae.